# Nikola Marčetić
Nikola Marčetić (Split, 1935.), hrvatski književnik, prevoditelj i istraživač. Živio u Zagrebu. Umro 9.veljače 2017.godine
Nakon pravnoga studija i višegodišnjega djelovanja u trgovinskim poslovima s inozemstvom, posvetio se svekolikoj problematici nesvrstanih zemalja. Marčetić pristupa području svog interesa s kulturološkoga i kulturnopolitičkog gledišta, osobito proučavajući područja Južne Amerike i Afrike.
Kao vrstan poznavatelj povijesti i kulture prevodio je iz latinskoameričkih i afričkih književnosti, s portugalskoga, francuskoga i španjolskoga.
Surađivao je s Radio-televizijom Zagreb i Radio-televizijom Sarajevo, te brojnim časopisima i listovima.
Za Zagrebačku radioteleviziju je izradio cjelokupan prikaz gospodarske, kulturne i političke situacije zemalja članica Pokreta nesvrstanih.
Darovao je Gradu Zagrebu svoju Funkcionalnu kulturološku zbirku 22. srpnja 1991., koja se sastoji od 130 umjetničkih predmeta i stručne knjižnice s oko 1500 svezaka, te arhivskoga gradiva.

Djela:

- Ruke prijateljstva : izbor iz književnog stvaralaštva nesvrstanih zemalja Afrike i naroda koji se bore za oslobođenje, 1979.
- Vijesti iz tvrđave, 1980.
- Voljena Afrika : stvaralaštvo i život Afrike, 1981.